# 裂果金花属
裂果金花属（学名：Schizomussaenda）是茜草科下的一个属。该属仅有裂果金花（Schizomussaenda dehiscens）一种，分布于中南半岛和中国西南部和南部。